# 1997-2007
1997-2007 (también conocido como Grandes éxitos 1997-2007) es el primer álbum recopilatorio del grupo español de heavy metal Tierra Santa y fue publicado en 2007.  Este recopilatorio contiene los grandes éxitos de la banda y fue lanzado para celebrar el décimo aniversario de la banda desde su álbum debut Medieval, el cual fue publicado en 1997.
1997-2007 es un resumen del trabajo de todos los álbumes de estudio del grupo, y está compuesto de dos discos, que incluye tres canciones inéditas: «Volver al Edén», «Que nunca acabe esta noche» y «Tú vas al norte y yo al sur» (las cuales fueron grabadas en la batería por David, en sustitución de Iñaki) más un DVD, el cual contiene vídeo clips de algunos de sus temas más conocidos, una conferencia de prensa y sesiones de fotos de la banda.
Después de este recopilatorio, Tierra Santa realizó una gira por Estados Unidos y México, donde se presentaron en Los Ángeles, California, Tijuana, Baja California, México, y Nueva York. Cuando regresaron a España, la banda decidió separarse y dejar de tocar por un tiempo indefinido.

## Lista de canciones
Todas las canciones fueron escritas por Tierra Santa.

### Disco uno
| N.º | Título                    | Duración |  |
| 1.  | «Séptima estrella»        | 3:56     |  |
| 2.  | «Legendario»              | 4:46     |  |
| 3.  | «La sombra de la bestia»  | 5:12     |  |
| 4.  | «Alas de fuego»           | 4:34     |  |
| 5.  | «Tierras de leyenda»      | 4:01     |  |
| 6.  | «El azote de Dios»        | 4:21     |  |
| 7.  | «Caballo de Troya»        | 3:20     |  |
| 8.  | «Apocalipsis»             | 3:33     |  |
| 9.  | «El canto de las sirenas» | 4:01     |  |
| 10. | «David y el gigante»      | 5:32     |  |
| 11. | «Tierra Santa»            | 3:48     |  |
| 12. | «Nací siendo libre»       | 4:03     |  |
| 13. | «Mejor morir en pie»      | 3:46     |  |
| 14. | «El amor de mi vida»      | 4:53     |  |
| 15. | «Dos vidas»               | 2:08     |  |
| 16. | «La Armada invencible»    | 4:22     |  |
| 17. | «Otelo»                   | 3:47     |  |
| 18. | «Indomable»               | 4:49     |  |

### Disco dos
| N.º | Título                                        | Duración |  |
| 1.  | «Pegaso»                                      | 4:02     |  |
| 2.  | «La canción del pirata I»                     | 3:47     |  |
| 3.  | «La canción del pirata II»                    | 3:11     |  |
| 4.  | «Nerón»                                       | 4:46     |  |
| 5.  | «Una juventud perdida»                        | 6:38     |  |
| 6.  | «Sangre de reyes»                             | 4:23     |  |
| 7.  | «Medieval»                                    | 5:12     |  |
| 8.  | «El corazón del guerrero»                     | 3:56     |  |
| 9.  | «El bastón del Diablo»                        | 5:18     |  |
| 10. | «Un grito en el aire»                         | 3:39     |  |
| 11. | «Rumbo a las estrellas»                       | 4:09     |  |
| 12. | «Kamikaze»                                    | 3:08     |  |
| 13. | «Hoy vivo por ti»                             | 4:04     |  |
| 14. | «Hamlet»                                      | 3:57     |  |
| 15. | «Volver al Edén (canción nueva)»              | 3:57     |  |
| 16. | «Que nunca acabe esta noche (canción nueva)»  | 4:18     |  |
| 17. | «Tú vas al norte y yo al sur (canción nueva)» | 4:37     |  |

### DVD
| N.º | Título                       | Duración |  |
| 1.  | «Tierras de leyenda»         |          |  |
| 2.  | «Atlántida»                  |          |  |
| 3.  | «El canto de las sirenas»    |          |  |
| 4.  | «Hoy vivo por ti»            |          |  |
| 5.  | «Juana de Arco»              |          |  |
| 6.  | «Las walkirias»              |          |  |
| 7.  | «Pegaso»                     |          |  |
| 8.  | «Quien llora hoy por ti»     |          |  |
| 9.  | «La momia»                   |          |  |
| 10. | «Rumbo a las estrellas»      |          |  |
| 11. | «El laberinto del minotauro» |          |  |
| 12. | «Drácula»                    |          |  |

#### Contenido extra
| N.º | Título              | Duración |  |
| 1.  | «Dossier de prensa» |          |  |
| 2.  | «Sesiones de fotos» |          |  |

## Formación
- Ángel San Juan — voz y guitarra
- Arturo Morras — guitarra
- Roberto Gonzalo — bajo
- Mikel G. Otamendi — teclados
- Iñaki Fernández — batería
- David Carrica — batería (en las canciones «Volver al Edén», «Que nunca acabe esta noche» y «Tú vas al norte y yo al sur»)